# Селвакава (Фрозиноне)
Селвакава је насеље у Италији у округу Фрозиноне, региону Лацио.
Према процени из 2011. у насељу је живело 335 становника. Насеље се налази на надморској висини од 242 м.